# 磨街乡
磨街乡，是中华人民共和国河南省禹州市下辖的一个乡镇级行政单位。

## 行政区划
磨街乡下辖以下地区：
磨街村、常门村、尚沟村、刘门村、黄沟村、扈阳村、九空窑村、关庙村、青山岭村、侯沟村、文湾村、马垌村、大涧村、佛山村、陈庄村、黑沟村和孙庄村。